# Parque Yldefonso Solá Morales
El estadio Yldefonso Solá Morales, situado en Caguas, en Puerto Rico, fue inaugurado en el año 1937 y desde entonces ha sido el campo de los Criollos de Caguas, un equipo de béisbol profesional de Puerto Rico. El estadio debe su nombre al senador Yldefonso Solá Morales y se encuentra ubicado entre la urbanización El Verde y el centro urbano de Caguas y su estructura original tenía una capacidad para aproximadamente 6 500 espectadores sentados. Por más de 27 años fue testigo de 8 campeonatos obtenidos por el equipo, conocido afectuosamente como "La Yegüita". 
Durante la temporada de 1973-74 el estadio se estaba quedando pequeño ante la creciente fanaticada criolla, además de estar las instalaciones cada vez más deterioradas. El gobierno municipal contempló construir un nuevo estadio pero al final decidió expandir y remodelar el existente. Así, los Criollos estuvieron tres temporadas jugando en el Estadio Hiram Bithorn de San Juan en lo que el Solá Morales era masivamente remodelado. Las mejoras transformaron el parque en una estructura más amplia y atractiva. Pasó a contar con más de 10 000 butacas, además de tener camerinos nuevos y modernos para jugadores, amplias infraestructuras sanitarias y mejorados pasillos y cantinas para los aficionados. El mismo re-abrió sus puertas para la temporada 1977-78 y allí los Criollos ganarían tres campeonatos (78-79; 80-81; 86-87).
Luego de la temporada 1990-91 los Criollos desaparecieron de la liga por dificultades económicas y el estadio cayó en estado de desuso y deterioro. Pero tras tres años de ausencia el equipo re-ingresó a la liga para la temporada 1994-95 y se llevó a cabo una nueva remodelación con un costo de 5 millones de dólares. Nuevas butacas, un palco de prensa y radiodifusión remodelado, una moderna pizarra electrónica y grama artificial convirtieron el estadio en una joya para el disfrute de la fanaticada. En la temporada 2000-01 los Criollos ganaron su decimocuarto campeonato.
Actualmente el estadio continua sirviendo a la fanaticada de Caguas pero, con sus más de seis décadas de uso, ya no cumple con los estándares modernos que una ciudad en crecimiento como lo es Caguas requiere y merece. Se ha contemplado la demolición del mismo y la construcción de un nuevo estadio, tal y como existe en la ciudad de Carolina (el Roberto Clemente) o en la de Mayagüez (el Centroamericano). Sin embargo, finalmente se ha optado por no demolerlo, pero sí someterlo a una profunda remodelación.

## Fútbol
Desde el 2008 el club Caguas Huracán están usando sus instalaciones, que pertenecen a la Puerto Rico Soccer League.